# 鏡映核
鏡映核は、元素1の陽子の数(Z1)が元素2の中性子の数(N2)と等しく、元素2の陽子の数(Z2)と元素1の中性子の数(N1)が等しいときの原子核のこと。このとき質量数は等しくなる(A = N1 + Z1 = N2 + Z2)。
式で表すとZ1 = N2, Z2 = N1, A = N1 + N2 = Z1 + Z2となる。Z1 = Z, Z2 = Z − 1と置き換えることで、質量数は2Z - 1と書くことができる。
鏡映核の例
- 3H と 3He:   Jπ =  1/2+
- 14C と 14O:   Jπ =  0+
- 15N と 15O:   Jπ =  1/2−
- 24Na と 24Al:   Jπ =  4+
- 24mNa と 24mAl:   Jπ =  1+

鏡映核の組は同じスピンとパリティを持つ。もし奇数の核子(A=Z+N)に限れば、中性子と陽子を交換することによって、互いに異なる鏡映核を見つけることができる。興味深いことに、主に強い相互作用、そしてクーロン相互作用による結合エネルギーを観測することができる。強い相互作用は陽子や中性子に対して不変であるため、これらの鏡映核は非常に似た結合エネルギーを有すると予測できる。